# Seconde Patrie
Seconde Patrie est un roman de Jules Verne paru en 1900, un des Voyages extraordinaires. Il s'agit d'une robinsonnade. 

## Genèse

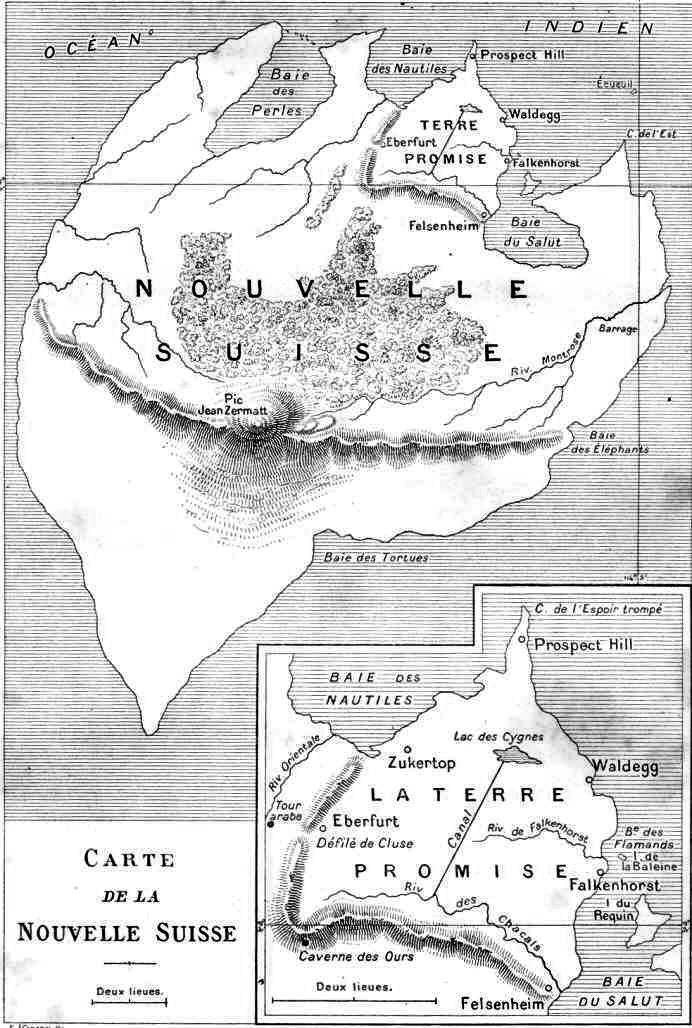
Carte de la Nouvelle Suisse.

Grand admirateur du roman Le Robinson suisse écrit en 1812 par le pasteur suisse alémanique Johann David Wyss, Jules Verne imagine une suite aux aventures de la famille Zermatt, qu’il intitulera Seconde Patrie.

## Historique
L'œuvre est d'abord publiée dans le Magasin d'éducation et de récréation du 1er janvier au 15 décembre 1900, puis en volume dès le 26 novembre de la même année chez Hetzel.

## Galerie

Illustrations de George Roux
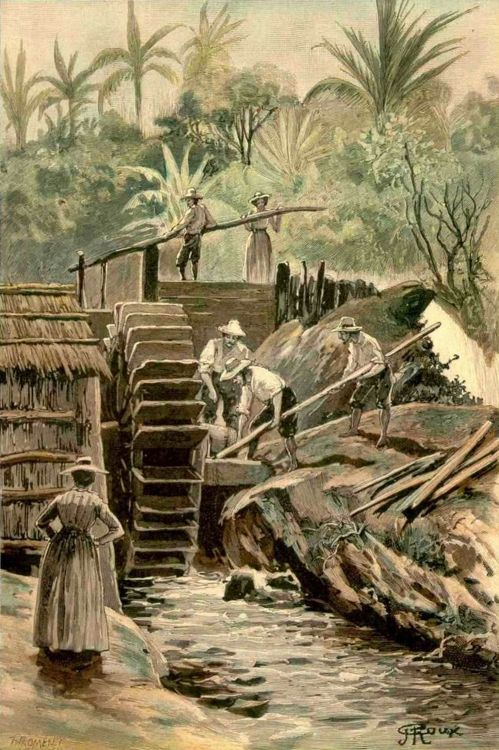
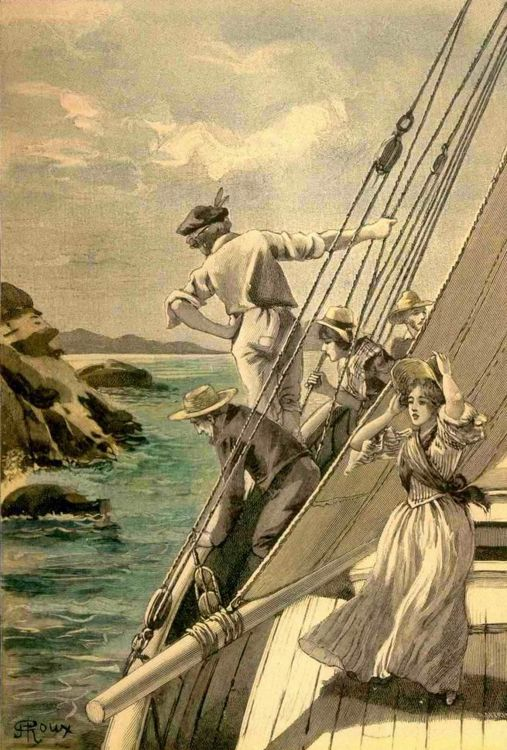
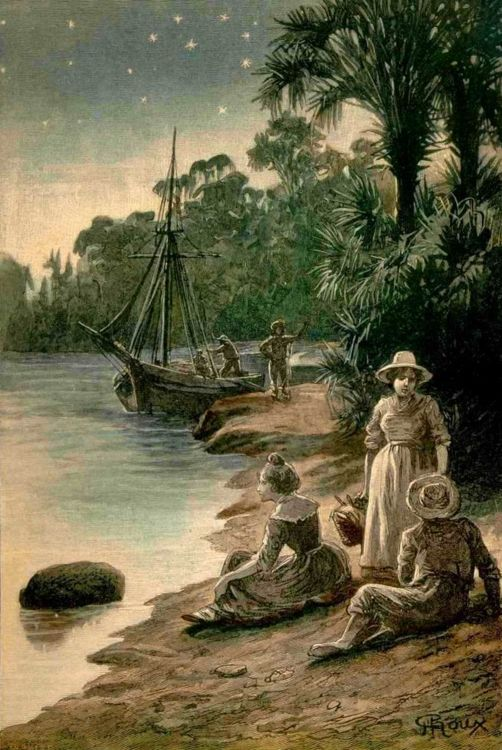
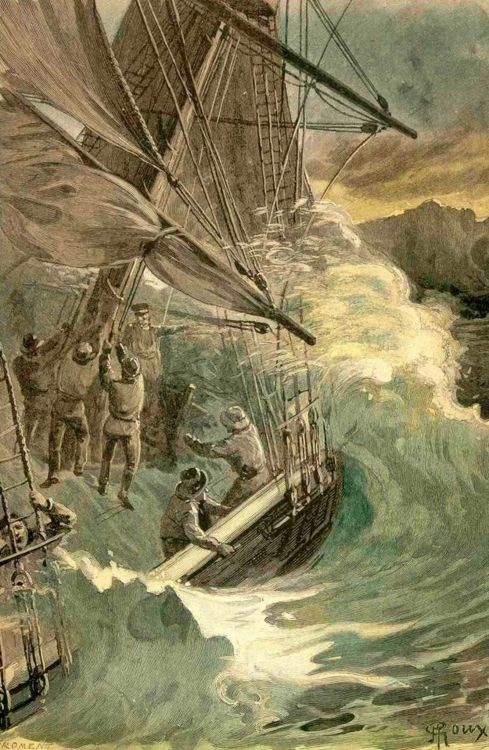
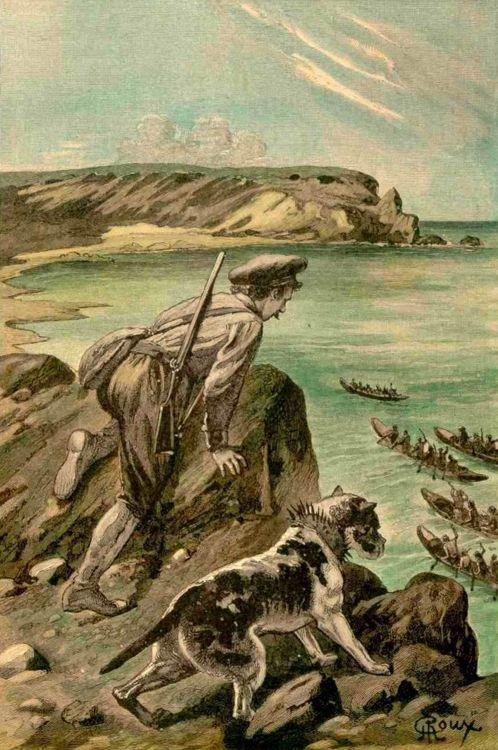

### Webographie
- [PDF] Seconde Patrie par Jules Verne sur le site de la Cité des sciences.